# Giro d'Italia 2000
Il Giro d'Italia 2000, ottantatreesima edizione della "Corsa Rosa", si svolse in ventuno tappe precedute da un cronoprologo iniziale dal 13 maggio al 4 giugno 2000, per un percorso totale di 3 700,6 km. Fu vinto dall'italiano Stefano Garzelli.
Fu l'ultima edizione con Adriano De Zan come telecronista per conto della Rai.

## Regolamento

### Maglie e classifiche
il regolamento quell'anno prevedeva 5 maglie: la maglia rosa (come sempre per il migliore in classifica generale), la maglia ciclamino (leader della classifica a punti), la maglia verde (leader della classifica scalatori), e la  maglia bianca (Classifica giovani), e la maglia azzurra (classifica intergiro). Inoltre fu presente la classifica a squadre.

### Abbuoni
Gli abbuoni assegnati nelle tappe in linea vennero ridotti; e furono di 10 6 4 ai primi tre classificati all'arrivo.

## Tappe
| Tappa  | Data      | Percorso                                         | km      | Vincitore di tappa          | Leader cl. generale    |
| ------ | --------- | ------------------------------------------------ | ------- | --------------------------- | ---------------------- |
| prol.  | 13 maggio | Roma (cron. individuale)                         | 4,6     | Jan Hruška                  | Jan Hruška             |
| 1ª     | 14 maggio | Roma > Terracina                                 | 125     | Ivan Quaranta               | Mario Cipollini        |
| 2ª     | 15 maggio | Terracina > Maddaloni                            | 225     | Cristian Moreni             | Cristian Moreni        |
| 3ª     | 16 maggio | Paestum > Scalea                                 | 177     | Ján Svorada                 | Cristian Moreni        |
| 4ª     | 17 maggio | Scalea > Matera                                  | 233     | Mario Cipollini             | Cristian Moreni        |
| 5ª     | 18 maggio | Matera > Peschici                                | 232     | Danilo Di Luca              | Matteo Tosatto         |
| 6ª     | 19 maggio | Peschici > Vasto                                 | 160     | Dmitrij Konyšev             | Matteo Tosatto         |
| 7ª     | 20 maggio | Vasto > Teramo                                   | 182     | David McKenzie              | Matteo Tosatto         |
| 8ª     | 21 maggio | Corinaldo > Prato                                | 265     | Axel Merckx                 | José Enrique Gutiérrez |
| 9ª     | 22 maggio | Prato > Abetone                                  | 138     | Francesco Casagrande        | Francesco Casagrande   |
| 10ª    | 23 maggio | San Marcello Pistoiese > Padova                  | 253     | Ivan Quaranta               | Francesco Casagrande   |
| 11ª    | 24 maggio | Lignano Sabbiadoro > Bibione (cron. individuale) | 45      | Víctor Hugo Peña            | Francesco Casagrande   |
|        | 25 maggio | giorno di riposo                                 |         |                             |                        |
| 12ª    | 26 maggio | Bibione > Feltre                                 | 184     | Enrico Cassani              | Francesco Casagrande   |
| 13ª    | 27 maggio | Feltre > Selva di Val Gardena                    | 186     | José Luis Rubiera           | Francesco Casagrande   |
| 14ª    | 28 maggio | Selva di Val Gardena > Bormio                    | 203     | Gilberto Simoni             | Francesco Casagrande   |
| 15ª    | 29 maggio | Bormio > Brescia                                 | 180     | Biagio Conte                | Francesco Casagrande   |
| 16ª    | 30 maggio | Brescia > Meda                                   | 102     | Fabrizio Guidi              | Francesco Casagrande   |
| 17ª    | 31 maggio | Meda > Genova                                    | 236     | Álvaro González de Galdeano | Francesco Casagrande   |
| 18ª    | 1º giugno | Genova > Prato Nevoso                            | 173     | Stefano Garzelli            | Francesco Casagrande   |
| 19ª    | 2 giugno  | Saluzzo > Briançon (F)                           | 176     | Paolo Lanfranchi            | Francesco Casagrande   |
| 20ª    | 3 giugno  | Briançon (F) > Sestriere (cron. individuale)     | 32      | Jan Hruška                  | Stefano Garzelli       |
| 21ª    | 4 giugno  | Torino > Milano                                  | 189     | Mariano Piccoli             | Stefano Garzelli       |
| Totale | Totale    | Totale                                           | 3 700,6 |                             |                        |

## Squadre e corridori partecipanti
| N.    | Cod. | Squadra                   |
| ----- | ---- | ------------------------- |
| 1-9   | PLT  | Team Polti                |
| 11-19 | AMI  | Amica Chips-Tacconi Sport |
| 21-29 | BAN  | Banesto                   |
| 31-39 | CTA  | Cantina Tollo             |
| 41-49 | PAN  | Ceramica Panaria-Gaerne   |
| 51-59 | FAR  | Farm Frites               |
| 61-69 | FAS  | Fassa Bortolo             |
| 71-79 | KEL  | Kelme-Costa Blanca        |
| 81-89 | FDJ  | La Française des Jeux     |
| 91-99 | LAM  | Lampre-Daikin             |

| N.      | Cod. | Squadra                          |
| ------- | ---- | -------------------------------- |
| 101-109 | LIN  | Linda McCartney Racing Team      |
| 111-119 | LIQ  | Liquigas-Pata                    |
| 121-129 | MAP  | Mapei-Quick Step                 |
| 131-139 | MER  | Mercatone Uno-Albacom            |
| 141-149 | MDN  | Mobilvetta-Rossin                |
| 151-159 | NEC  | Aguardiente Néctar-Selle Italia  |
| 161-169 | RAB  | Rabobank                         |
| 171-179 | SAE  | Saeco-Valli & Valli              |
| 181-189 | VIN  | Vini Caldirola-Sidermec          |
| 191-199 | VIT  | Vitalicio Seguros-Grupo Generali |

## Resoconto degli eventi
L'edizione partì da Roma per celebrare il Giubileo, tenutosi nello stesso anno: fra i favoriti spiccavano il campione in carica Ivan Gotti, Gilberto Simoni, Francesco Casagrande, Paolo Savoldelli, un promettente Stefano Garzelli e Marco Pantani atteso dopo l'epilogo del precedente anno, quando venne escluso per ematocrito fuori norma. Dopo il prologo vinto di misura da Jan Hruška su Savoldelli, la prima settimana fu tranquilla e dedicata ai velocisti: vestirono la maglia rosa anche Mario Cipollini, Cristian Moreni e Matteo Tosatto. Al termine della nona tappa, la prima in salita, Casagrande divenne la nuova maglia rosa: vinse infatti in solitaria all'Abetone staccando di 1'39" Garzelli e Dario Frigo, e di ben 6'54" Pantani il quale lasciò i gradi di capitano della Mercatone Uno-Albacom al giovane Garzelli.
Casagrande riuscì a controllare la corsa nonostante gli attacchi di Simoni sulle Dolomiti, arrivando a giocarsi il Giro nelle ultime tappe. Nella diciottesima frazione Casagrande, Simoni e Garzelli staccarono tutti, e il giovane varesino andò a vincere sul traguardo di Prato Nevoso riducendo il distacco da Casagrande a soli 25"; nella tappa successiva il toscano portò sullo stallo il gioco sicché si decise tutto nella penultima tappa, la cronoscalata tra Briançon e il Sestriere: qui Garzelli riuscì a infliggere un distacco di 1'09" a Simoni e 1'52" a Casagrande, prendendo definitivamente la leadership della classifica generale. Tra gli altri Tonkov chiuse quinto, l'ex vincitore Gotti al diciannovesimo posto e Pantani al ventottesimo.

## Dettagli delle tappe

### Prologo
- 13 maggio: Roma > Roma – Cronometro individuale – 4,6 km

Risultati
| Pos. | Corridore        | Squadra   | Tempo |
| ---- | ---------------- | --------- | ----- |
| 1    | Jan Hruška       | Vitalicio | 5'38" |
| 2    | Paolo Savoldelli | Saeco     | s.t.  |
| 3    | Bradley McGee    | FDJ       | a 1"  |

| Pos. | Corridore        | Squadra   | Tempo |
| ---- | ---------------- | --------- | ----- |
| 1    | Jan Hruška       | Vitalicio | 5'38" |
| 2    | Paolo Savoldelli | Saeco     | s.t.  |
| 3    | Bradley McGee    | FDJ       | a 1"  |

### 1ª tappa
- 14 maggio: Roma > Terracina – 125 km

Risultati
| Pos. | Corridore       | Squadra    | Tempo    |
| ---- | --------------- | ---------- | -------- |
| 1    | Ivan Quaranta   | Mobilvetta | 2h46'46" |
| 2    | Marco Zanotti   | Liquigas   | s.t.     |
| 3    | Steven de Jongh | Rabobank   | s.t.     |

| Pos. | Corridore        | Squadra   | Tempo    |
| ---- | ---------------- | --------- | -------- |
| 1    | Mario Cipollini  | Saeco     | 2h52'22" |
| 2    | Jan Hruška       | Vitalicio | a 2"     |
| 3    | Paolo Savoldelli | Saeco     | s.t.     |

### 2ª tappa
- 15 maggio: Terracina > Maddaloni – 225 km

Risultati
| Pos. | Corridore       | Squadra       | Tempo    |
| ---- | --------------- | ------------- | -------- |
| 1    | Cristian Moreni | Liquigas-Pata | 6h15'18" |
| 2    | Matteo Tosatto  | Fassa Bortolo | a 5"     |
| 3    | Karsten Kroon   | Rabobank      | s.t.     |

| Pos. | Corridore         | Squadra       | Tempo    |
| ---- | ----------------- | ------------- | -------- |
| 1    | Cristian Moreni   | Liquigas      | 9h07'43" |
| 2    | Matteo Tosatto    | Fassa Bortolo | a 3"     |
| 3    | José E. Gutiérrez | Kelme         | a 11"    |

### 3ª tappa
- 16 maggio: Paestum > Scalea – 177 km

Risultati
| Pos. | Corridore         | Squadra       | Tempo    |
| ---- | ----------------- | ------------- | -------- |
| 1    | Ján Svorada       | Lampre        | 4h44'36" |
| 2    | Guido Trenti      | Cantina Tollo | s.t.     |
| 3    | Martín Perdiguero | Vitalicio     | s.t.     |

| Pos. | Corridore         | Squadra       | Tempo     |
| ---- | ----------------- | ------------- | --------- |
| 1    | Cristian Moreni   | Liquigas      | 13h52'19" |
| 2    | Matteo Tosatto    | Fassa Bortolo | a 1"      |
| 3    | José E. Gutiérrez | Kelme         | a 11"     |

### 4ª tappa
- 17 maggio: Scalea > Matera – 235 km

Risultati
| Pos. | Corridore         | Squadra       | Tempo    |
| ---- | ----------------- | ------------- | -------- |
| 1    | Mario Cipollini   | Saeco         | 6h16'58" |
| 2    | Dmitrij Konyšev   | Fassa Bortolo | s.t.     |
| 3    | Silvio Martinello | Polti         | s.t.     |

| Pos. | Corridore         | Squadra       | Tempo     |
| ---- | ----------------- | ------------- | --------- |
| 1    | Cristian Moreni   | Liquigas      | 20h09'17" |
| 2    | Matteo Tosatto    | Fassa Bortolo | a 1"      |
| 3    | José E. Gutiérrez | Kelme         | a 11"     |

### 5ª tappa
- 18 maggio: Matera > Peschici – 232 km

Risultati
| Pos. | Corridore        | Squadra       | Tempo    |
| ---- | ---------------- | ------------- | -------- |
| 1    | Danilo Di Luca   | Cantina Tollo | 5h19'18" |
| 2    | Wladimir Belli   | Fassa Bortolo | s.t.     |
| 3    | Paolo Lanfranchi | Mapei         | s.t.     |

| Pos. | Corridore         | Squadra       | Tempo     |
| ---- | ----------------- | ------------- | --------- |
| 1    | Matteo Tosatto    | Fassa Bortolo | 25h28'34" |
| 2    | Cristian Moreni   | Liquigas      | a 3"      |
| 3    | José E. Gutiérrez | Kelme         | a 14"     |

### 6ª tappa
- 19 maggio: Peschici > Vasto – 160 km

Risultati
| Pos. | Corridore          | Squadra       | Tempo    |
| ---- | ------------------ | ------------- | -------- |
| 1    | Dmitrij Konyšev    | Fassa Bortolo | 4h42'49" |
| 2    | Jeroen Blijlevens  | Polti         | s.t.     |
| 3    | Gabriele Missaglia | Lampre        | s.t.     |

| Pos. | Corridore         | Squadra       | Tempo     |
| ---- | ----------------- | ------------- | --------- |
| 1    | Matteo Tosatto    | Fassa Bortolo | 30h11'23" |
| 2    | Cristian Moreni   | Liquigas      | a 3"      |
| 3    | José E. Gutiérrez | Kelme         | a 14"     |

### 7ª tappa
- 20 maggio: Vasto > Teramo – 182 km

Risultati
| Pos. | Corridore       | Squadra       | Tempo    |
| ---- | --------------- | ------------- | -------- |
| 1    | David McKenzie  | Linda McCart. | 4h38'29" |
| 2    | Volodymyr Duma  | Panaria       | a 51"    |
| 3    | Dmitrij Konyšev | Fassa Bortolo | s.t.     |

| Pos. | Corridore         | Squadra       | Tempo     |
| ---- | ----------------- | ------------- | --------- |
| 1    | Matteo Tosatto    | Fassa Bortolo | 34h50'43" |
| 2    | Cristian Moreni   | Liquigas      | a 3"      |
| 3    | José E. Gutiérrez | Kelme         | a 14"     |

### 8ª tappa
- 21 maggio: Corinaldo > Prato – 265 km

Risultati
| Pos. | Corridore           | Squadra        | Tempo    |
| ---- | ------------------- | -------------- | -------- |
| 1    | Axel Merckx         | Mapei          | 7h50'25" |
| 2    | Maximilian Sciandri | Linda McCart.  | a 6"     |
| 3    | Filippo Casagrande  | Vini Caldirola | s.t.     |

| Pos. | Corridore         | Squadra       | Tempo     |
| ---- | ----------------- | ------------- | --------- |
| 1    | José E. Gutiérrez | Kelme         | 42h41'28" |
| 2    | Axel Merckx       | Mapei         | a 12"     |
| 3    | Danilo Di Luca    | Cantina Tollo | a 17"     |

### 9ª tappa
- 22 maggio: Prato > Abetone – 140 km

Risultati
| Pos. | Corridore            | Squadra        | Tempo    |
| ---- | -------------------- | -------------- | -------- |
| 1    | Francesco Casagrande | Vini Caldirola | 4h22'58" |
| 2    | Stefano Garzelli     | Mercatone Uno  | a 1'39"  |
| 3    | Dario Frigo          | Fassa Bortolo  | s.t.     |

| Pos. | Corridore            | Squadra        | Tempo     |
| ---- | -------------------- | -------------- | --------- |
| 1    | Francesco Casagrande | Vini Caldirola | 47h05'31" |
| 2    | Danilo Di Luca       | Cantina Tollo  | a 51"     |
| 3    | Andrea Noè           | Mapei          | a 1'39"   |

### 10ª tappa
- 23 maggio: San Marcello Pistoiese > Padova – 253 km

Risultati
| Pos. | Corridore       | Squadra    | Tempo    |
| ---- | --------------- | ---------- | -------- |
| 1    | Ivan Quaranta   | Mobilvetta | 6h48'07" |
| 2    | Ján Svorada     | Lampre     | s.t.     |
| 3    | Mario Cipollini | Saeco      | s.t.     |

| Pos. | Corridore            | Squadra        | Tempo     |
| ---- | -------------------- | -------------- | --------- |
| 1    | Francesco Casagrande | Vini Caldirola | 53h53'38" |
| 2    | Danilo Di Luca       | Cantina Tollo  | a 51"     |
| 3    | Andrea Noè           | Mapei          | a 1'39"   |

### 11ª tappa
- 24 maggio: Lignano Sabbiadoro > Bibione – Cronometro individuale – 42 km

Risultati
| Pos. | Corridore        | Squadra   | Tempo   |
| ---- | ---------------- | --------- | ------- |
| 1    | Víctor Hugo Peña | Vitalicio | 49'25"  |
| 2    | Jan Hruška       | Vitalicio | a 11"   |
| 3    | Serhij Hončar    | Liquigas  | a 1'06" |

| Pos. | Corridore            | Squadra        | Tempo     |
| ---- | -------------------- | -------------- | --------- |
| 1    | Francesco Casagrande | Vini Caldirola | 54h46'35" |
| 2    | Wladimir Belli       | Fassa Bortolo  | a 4"      |
| 3    | Pavel Tonkov         | Mapei          | a 7"      |

### 12ª tappa
- 26 maggio: Bibione > Feltre – 184 km

Risultati
| Pos. | Corridore       | Squadra       | Tempo    |
| ---- | --------------- | ------------- | -------- |
| 1    | Enrico Cassani  | Polti         | 4h05'18" |
| 2    | Davide Bramati  | Mapei         | a 1"     |
| 3    | Dmitrij Konyšev | Fassa Bortolo | s.t.     |

| Pos. | Corridore            | Squadra        | Tempo     |
| ---- | -------------------- | -------------- | --------- |
| 1    | Francesco Casagrande | Vini Caldirola | 58h56'36" |
| 2    | Wladimir Belli       | Fassa Bortolo  | a 4"      |
| 3    | Pavel Tonkov         | Mapei          | a 7"      |

### 13ª tappa
- 27 maggio: Feltre > Selva di Val Gardena – 186 km

Risultati
| Pos. | Corridore         | Squadra       | Tempo    |
| ---- | ----------------- | ------------- | -------- |
| 1    | José Luis Rubiera | Kelme         | 5h16'45" |
| 2    | Gilberto Simoni   | Lampre        | s.t.     |
| 3    | Stefano Garzelli  | Mercatone Uno | a 31"    |

| Pos. | Corridore            | Squadra        | Tempo     |
| ---- | -------------------- | -------------- | --------- |
| 1    | Francesco Casagrande | Vini Caldirola | 64h13'52" |
| 2    | Stefano Garzelli     | Mercatone Uno  | a 18"     |
| 3    | Wladimir Belli       | Fassa Bortolo  | a 1'01"   |

### 14ª tappa
- 28 maggio: Selva di Val Gardena > Bormio – 203 km

Risultati
| Pos. | Corridore            | Squadra        | Tempo    |
| ---- | -------------------- | -------------- | -------- |
| 1    | Gilberto Simoni      | Lampre         | 5h38'09" |
| 2    | Eddy Mazzoleni       | Polti          | s.t.     |
| 3    | Francesco Casagrande | Vini Caldirola | s.t.     |

| Pos. | Corridore            | Squadra        | Tempo     |
| ---- | -------------------- | -------------- | --------- |
| 1    | Francesco Casagrande | Vini Caldirola | 69h51'57" |
| 2    | Stefano Garzelli     | Mercatone Uno  | a 33"     |
| 3    | Gilberto Simoni      | Lampre         | a 57"     |

### 15ª tappa
- 29 maggio: Bormio > Brescia – 180 km

Risultati
| Pos. | Corridore           | Squadra       | Tempo    |
| ---- | ------------------- | ------------- | -------- |
| 1    | Biagio Conte        | Saeco         | 4h45'44" |
| 2    | Alessandro Petacchi | Fassa Bortolo | s.t.     |
| 3    | Silvio Martinello   | Polti         | s.t.     |

| Pos. | Corridore            | Squadra        | Tempo     |
| ---- | -------------------- | -------------- | --------- |
| 1    | Francesco Casagrande | Vini Caldirola | 74h37'41" |
| 2    | Stefano Garzelli     | Mercatone Uno  | a 33"     |
| 3    | Gilberto Simoni      | Lampre         | a 57"     |

### 16ª tappa
- 30 maggio: Brescia > Meda – 102 km

Risultati
| Pos. | Corridore       | Squadra  | Tempo    |
| ---- | --------------- | -------- | -------- |
| 1    | Fabrizio Guidi  | FDJ      | 2h27'34" |
| 2    | Steven de Jongh | Rabobank | s.t.     |
| 3    | Biagio Conte    | Saeco    | s.t.     |

| Pos. | Corridore            | Squadra        | Tempo     |
| ---- | -------------------- | -------------- | --------- |
| 1    | Francesco Casagrande | Vini Caldirola | 77h05'15" |
| 2    | Stefano Garzelli     | Mercatone Uno  | a 33"     |
| 3    | Gilberto Simoni      | Lampre         | a 57"     |

### 17ª tappa
- 31 maggio: Meda > Genova – 236 km

Risultati
| Pos. | Corridore       | Squadra       | Tempo    |
| ---- | --------------- | ------------- | -------- |
| 1    | Álvaro González | Vitalicio     | 5h23'02" |
| 2    | Ján Svorada     | Lampre        | a 24"    |
| 3    | Dmitrij Konyšev | Fassa Bortolo | s.t.     |

| Pos. | Corridore            | Squadra        | Tempo     |
| ---- | -------------------- | -------------- | --------- |
| 1    | Francesco Casagrande | Vini Caldirola | 82h28'41" |
| 2    | Stefano Garzelli     | Mercatone Uno  | a 33"     |
| 3    | Gilberto Simoni      | Lampre         | a 57"     |

### 18ª tappa
- 1º giugno: Genova > Prato Nevoso – 173 km

Risultati
| Pos. | Corridore            | Squadra        | Tempo    |
| ---- | -------------------- | -------------- | -------- |
| 1    | Stefano Garzelli     | Mercatone Uno  | 4h42'32" |
| 2    | Gilberto Simoni      | Lampre         | s.t.     |
| 3    | Francesco Casagrande | Vini Caldirola | s.t.     |

| Pos. | Corridore            | Squadra        | Tempo     |
| ---- | -------------------- | -------------- | --------- |
| 1    | Francesco Casagrande | Vini Caldirola | 87h11'09" |
| 2    | Stefano Garzelli     | Mercatone Uno  | a 25"     |
| 3    | Gilberto Simoni      | Lampre         | a 53"     |

### 19ª tappa
- 2 giugno: Saluzzo > Briançon (F) – 176 km

Risultati
| Pos. | Corridore        | Squadra       | Tempo    |
| ---- | ---------------- | ------------- | -------- |
| 1    | Paolo Lanfranchi | Mapei         | 5h32'07" |
| 2    | Marco Pantani    | Mercatone Uno | a 54"    |
| 3    | Gilberto Simoni  | Lampre        | a 1'01"  |

| Pos. | Corridore            | Squadra        | Tempo     |
| ---- | -------------------- | -------------- | --------- |
| 1    | Francesco Casagrande | Vini Caldirola | 92h44'17" |
| 2    | Stefano Garzelli     | Mercatone Uno  | a 25"     |
| 3    | Gilberto Simoni      | Lampre         | a 49"     |

### 20ª tappa
- 3 giugno: Briançon (F) > Sestriere cronometro individuale– 34 km

Risultati
| Pos. | Corridore        | Squadra       | Tempo   |
| ---- | ---------------- | ------------- | ------- |
| 1    | Jan Hruška       | Vitalicio     | 59'49"  |
| 2    | Andrea Noè       | Mapei         | a 1'14" |
| 3    | Stefano Garzelli | Mercatone Uno | a 1'17" |

| Pos. | Corridore            | Squadra        | Tempo     |
| ---- | -------------------- | -------------- | --------- |
| 1    | Stefano Garzelli     | Mercatone Uno  | 93h45'48" |
| 2    | Francesco Casagrande | Vini Caldirola | a 1'27"   |
| 3    | Gilberto Simoni      | Lampre         | a 1'33"   |

### 21ª tappa
- 4 giugno: Torino > Milano – 189 km

Risultati
| Pos. | Corridore           | Squadra    | Tempo    |
| ---- | ------------------- | ---------- | -------- |
| 1    | Mariano Piccoli     | Lampre     | 4h44'12" |
| 2    | Giuseppe Calcaterra | Saeco      | s.t.     |
| 3    | Mirko Gualdi        | Mobilvetta | s.t.     |

| Pos. | Corridore            | Squadra        | Tempo     |
| ---- | -------------------- | -------------- | --------- |
| 1    | Stefano Garzelli     | Mercatone Uno  | 98h30'14" |
| 2    | Francesco Casagrande | Vini Caldirola | a 1'27"   |
| 3    | Gilberto Simoni      | Lampre         | a 1'33"   |

## Evoluzione delle classifiche
| Tappa              | Vincitore                   | Classifica generale Maglia rosa | Classifica a punti Maglia ciclamino | Classifica scalatori Maglia verde | Classifica intergiro Maglia azzurra | Classifica a squadre             | Trofeo Super Team |
| ------------------ | --------------------------- | ------------------------------- | ----------------------------------- | --------------------------------- | ----------------------------------- | -------------------------------- | ----------------- |
| Prol.              | Jan Hruška                  | Jan Hruška                      | non assegnata                       | non assegnata                     | non assegnata                       | non assegnata                    | non assegnata     |
| 1ª                 | Ivan Quaranta               | Mario Cipollini                 | Ivan Quaranta                       | Alessandro Petacchi               | Mario Cipollini                     | La Française des Jeux            | Team Polti        |
| 2ª                 | Cristian Moreni             | Cristian Moreni                 | Cristian Moreni                     | Karsten Kroon                     | Matteo Tosatto                      | Liquigas-Pata                    | Team Polti        |
| 3ª                 | Ján Svorada                 | Cristian Moreni                 | Matteo Tosatto                      | Karsten Kroon                     | Matteo Tosatto                      | Liquigas-Pata                    | Team Polti        |
| 4ª                 | Mario Cipollini             | Cristian Moreni                 | Mario Cipollini                     | Karsten Kroon                     | Matteo Tosatto                      | Liquigas-Pata                    | Team Polti        |
| 5ª                 | Danilo Di Luca              | Matteo Tosatto                  | Matteo Tosatto                      | Karsten Kroon                     | Matteo Tosatto                      | Liquigas-Pata                    | Fassa Bortolo     |
| 6ª                 | Dmitrij Konyšev             | Matteo Tosatto                  | Matteo Tosatto                      | Karsten Kroon                     | Matteo Tosatto                      | Liquigas-Pata                    | Fassa Bortolo     |
| 7ª                 | David McKenzie              | Matteo Tosatto                  | Dmitrij Konyšev                     | Karsten Kroon                     | Matteo Tosatto                      | Liquigas-Pata                    | Fassa Bortolo     |
| 8ª                 | Axel Merckx                 | José Enrique Gutiérrez          | Dmitrij Konyšev                     | Karsten Kroon                     | Fabrizio Guidi                      | Mapei-Quick Step                 | Team Polti        |
| 9ª                 | Francesco Casagrande        | Francesco Casagrande            | Dmitrij Konyšev                     | Karsten Kroon                     | Fabrizio Guidi                      | Mapei-Quick Step                 | Fassa Bortolo     |
| 10ª                | Ivan Quaranta               | Francesco Casagrande            | Dmitrij Konyšev                     | Karsten Kroon                     | Fabrizio Guidi                      | Mapei-Quick Step                 | Fassa Bortolo     |
| 11ª                | Víctor Hugo Peña            | Francesco Casagrande            | Dmitrij Konyšev                     | Karsten Kroon                     | Fabrizio Guidi                      | Vitalicio Seguros-Grupo Generali | Fassa Bortolo     |
| 12ª                | Enrico Cassani              | Francesco Casagrande            | Dmitrij Konyšev                     | Karsten Kroon                     | Fabrizio Guidi                      | Vitalicio Seguros-Grupo Generali | Fassa Bortolo     |
| 13ª                | José Luis Rubiera           | Francesco Casagrande            | Dmitrij Konyšev                     | Francesco Casagrande              | Fabrizio Guidi                      | Mapei-Quick Step                 | Fassa Bortolo     |
| 14ª                | Gilberto Simoni             | Francesco Casagrande            | Dmitrij Konyšev                     | José Jaime González               | Fabrizio Guidi                      | Mapei-Quick Step                 | Fassa Bortolo     |
| 15ª                | Biagio Conte                | Francesco Casagrande            | Dmitrij Konyšev                     | José Jaime González               | Fabrizio Guidi                      | Mapei-Quick Step                 | Fassa Bortolo     |
| 16ª                | Fabrizio Guidi              | Francesco Casagrande            | Dmitrij Konyšev                     | José Jaime González               | Fabrizio Guidi                      | Mapei-Quick Step                 | Fassa Bortolo     |
| 17ª                | Álvaro González de Galdeano | Francesco Casagrande            | Dmitrij Konyšev                     | José Jaime González               | Fabrizio Guidi                      | Mapei-Quick Step                 | Fassa Bortolo     |
| 18ª                | Stefano Garzelli            | Francesco Casagrande            | Dmitrij Konyšev                     | Francesco Casagrande              | Fabrizio Guidi                      | Mapei-Quick Step                 | Fassa Bortolo     |
| 19ª                | Paolo Lanfranchi            | Francesco Casagrande            | Dmitrij Konyšev                     | José Jaime González               | Fabrizio Guidi                      | Mapei-Quick Step                 | Fassa Bortolo     |
| 20ª                | Jan Hruška                  | Stefano Garzelli                | Dmitrij Konyšev                     | Francesco Casagrande              | Fabrizio Guidi                      | Mapei-Quick Step                 | Fassa Bortolo     |
| 21ª                | Mariano Piccoli             | Stefano Garzelli                | Dmitrij Konyšev                     | Francesco Casagrande              | Fabrizio Guidi                      | Mapei-Quick Step                 | Fassa Bortolo     |
| Classifiche finali | Classifiche finali          | Stefano Garzelli                | Dmitrij Konyšev                     | Francesco Casagrande              | Fabrizio Guidi                      | Mapei-Quick Step                 | Fassa Bortolo     |

## Classifiche finali

### Classifica generale - Maglia rosa
| Pos. | Corridore            | Squadra        | Tempo     |
| ---- | -------------------- | -------------- | --------- |
| 1    | Stefano Garzelli     | Mercatone Uno  | 98h30'14" |
| 2    | Francesco Casagrande | Vini Caldirola | a 1'27"   |
| 3    | Gilberto Simoni      | Lampre         | a 1'33"   |
| 4    | Andrea Noè           | Mapei          | a 4'58"   |
| 5    | Pavel Tonkov         | Mapei          | a 5'28"   |
| 6    | Hernán Buenahora     | Ag. Néctar     | a 5'48"   |
| 7    | Wladimir Belli       | Fassa Bortolo  | a 7'38"   |
| 8    | José Luis Rubiera    | Kelme          | a 8'08"   |
| 9    | Serhij Hončar        | Liquigas-Pata  | a 8'14"   |
| 10   | Leonardo Piepoli     | Banesto        | a 8'32"   |

### Classifica a punti - Maglia ciclamino
| Pos. | Corridore            | Squadra        | Punti |
| ---- | -------------------- | -------------- | ----- |
| 1    | Dmitrij Konyšev      | Fassa Bortolo  | 159   |
| 2    | Fabrizio Guidi       | F. des Jeux    | 119   |
| 3    | Ján Svorada          | Lampre         | 116   |
| 4    | Stefano Garzelli     | Mercatone Uno  | 114   |
| 5    | Francesco Casagrande | Vini Caldirola | 106   |

### Classifica scalatori - Maglia verde
| Pos. | Corridore            | Squadra        | Punti |
| ---- | -------------------- | -------------- | ----- |
| 1    | Francesco Casagrande | Vini Caldirola | 71    |
| 2    | José Jaime González  | Ag. Néctar     | 71    |
| 3    | Stefano Garzelli     | Mercatone Uno  | 47    |
| 4    | Gilberto Simoni      | Lampre         | 42    |
| 5    | Karsten Kroon        | Rabobank       | 31    |

### Classifica Intergiro - Maglia azzurra
| Pos. | Corridore        | Squadra        | Tempo     |
| ---- | ---------------- | -------------- | --------- |
| 1    | Fabrizio Guidi   | F. des Jeux    | 62h50'05" |
| 2    | Dmitrij Konyšev  | Fassa Bortolo  | a 57"     |
| 3    | Diego Ferrari    | Amica Chips    | a 1'38"   |
| 4    | Jan Hruška       | Vitalicio Seg. | a 2'01"   |
| 5    | Daniele Contrini | Liquigas-Pata  | a 2'03"   |

### Classifica a squadre - Trofeo Fast Team
| Pos. | Squadra                          | Tempo      |
| ---- | -------------------------------- | ---------- |
| 1    | Mapei-Quick Step                 | 295h29'39" |
| 2    | Vitalicio Seguros-Grupo Generali | a 31'03"   |
| 3    | Kelme-Costa Blanca               | a 31'23"   |
| 4    | Fassa Bortolo                    | a 38'25"   |
| 5    | Banesto                          | a 41'36"   |

### Classifica a squadre - Trofeo Super Team
| Pos. | Squadra                          | Punti |
| ---- | -------------------------------- | ----- |
| 1    | Fassa Bortolo                    | 456   |
| 2    | Mapei-Quick Step                 | 375   |
| 3    | Lampre-Daikin                    | 336   |
| 4    | Team Polti                       | 312   |
| 5    | Vitalicio Seguros-Grupo Generali | 309   |